# McLaren MP4-26
McLaren MP4-26 — гоночный автомобиль команды Vodafone McLaren Mercedes, разработанный и построенный конструкторской группой McLaren Racing под руководством Пэдди Лоу и Тима Госса для участия в Чемпионате мира по автогонкам в классе Формула-1 сезона 2011 года.

## Разработка
Отличия шасси для сезона 2011 года были обусловлены изменениями в техническом регламенте, принятыми ФИА. Были введены запреты на «воздуховоды», меняющие эффективность заднего антикрыла и «двойные» диффузоры, а также регулируемые элементы переднего антикрыла. Однако было разрешено использование так называемых «выдувных» диффузоров с применением выхлопных газов для оптимизации воздушного потока в задней части машины, а также введены системы управления задним антикрылом (DRS). Минимальный вес машины с гонщиком и жидкостями вырос на 20 кг и составил 640 кг. С 2011 года снова разрешено использовать системы рекуперации кинетической энергии (KERS). Поставщиком резины для всех команд стала итальянская компания Pirelli.

## Презентация

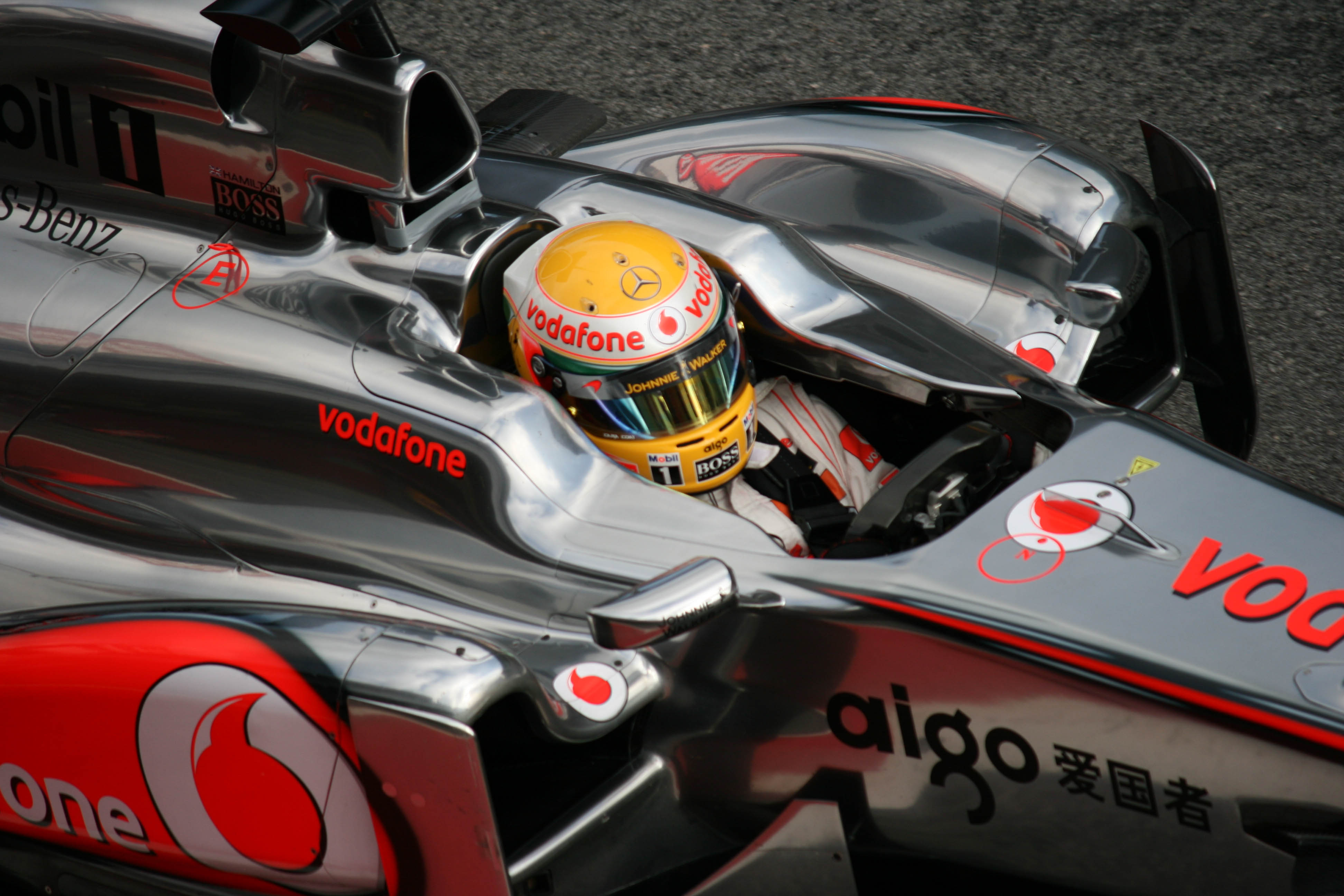
MP4-26 отличается необычной L-образной формой боковых понтонов.

По просьбе главного спонсора команды, компании Vodafone, новая машина была представлена 4 февраля 2011 года на Потсдамской площади в Берлине, Германия. Онлайн-презентация была оригинально оформлена: компоненты машины приносили на площадь простые люди, а механики собирали шасси прямо на глазах у зрителей. Последние фрагменты вынесли на площадь гонщики команды.
Конструкторы McLaren  применили в MP4-26 ряд оригинальных решений: боковые понтоны необычной L-образной формы, двойной верхний воздухозаборник, переднее антикрыло сложной конструкции. Эти новинки были призваны восполнить потерю прижимной силы в задней части болида, вызванную запретом двойных диффузоров.

## Тесты

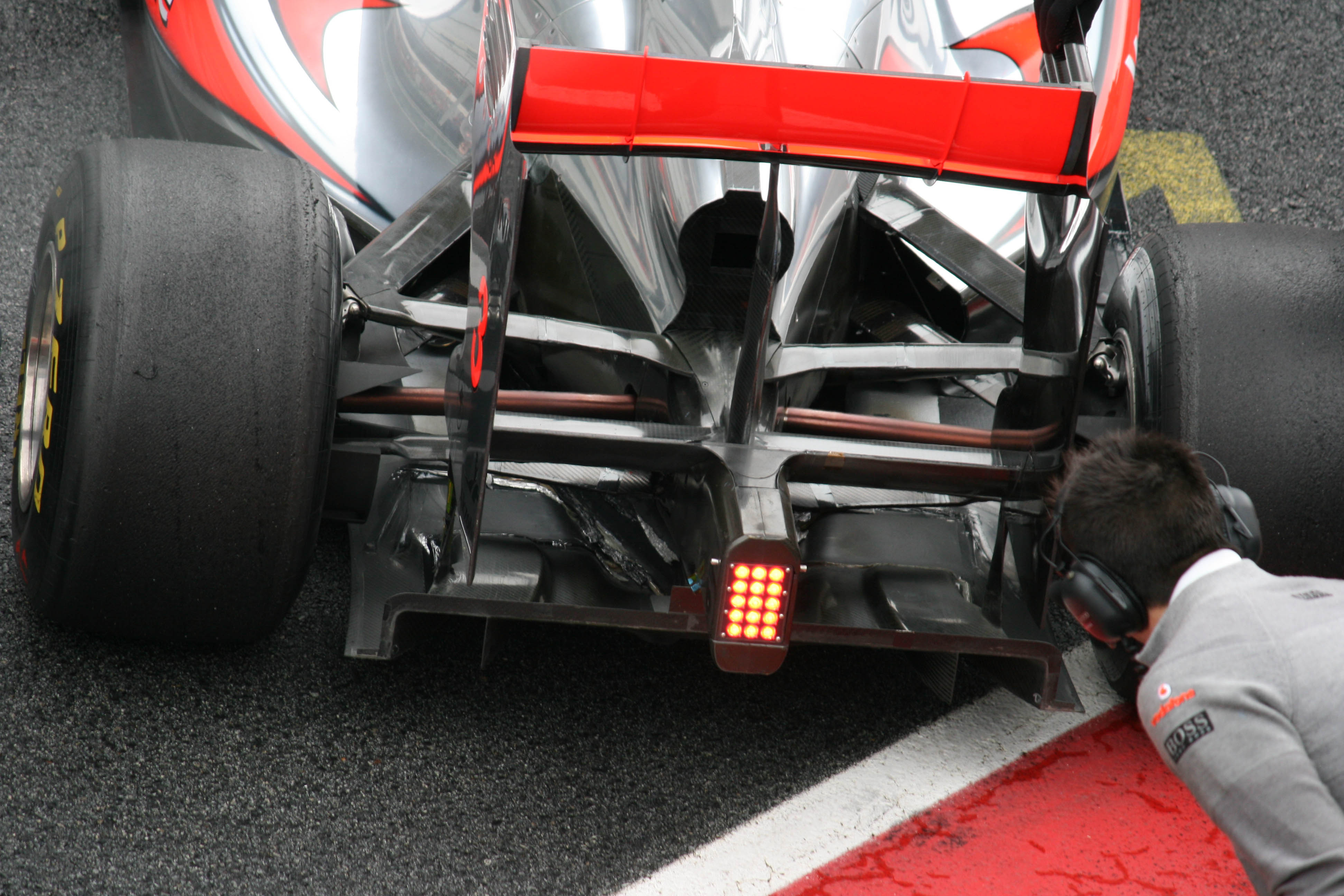
Тесты MP4-26 на трассе Каталунья

На первых зимних тестах 2011 года команда использовала промежуточную версию шасси, основанную на прошлогодней модели MP4-25.
Дебют новой модели состоялся во время второй тестовой сессии — 10 февраля 2011 года на трассе Херес. В течение всех четырёх тестовых дней команда экспериментировала с различными конфигурациями выхлопной системы, диффузора и кожуха двигателя, чтобы добиться большей прижимной силы в задней части.
Ещё две тестовые сессии прошли на трассе Каталунья. Команда работала с новыми шинами Pirelli, но так и не добилась от машины высокой скорости и надёжности за время тестовых испытаний. К тому же в McLaren столкнулись с проблемой перегрева в задней части машины при испытаниях инновационной выхлопной системы.

## История выступлений в Гран-при

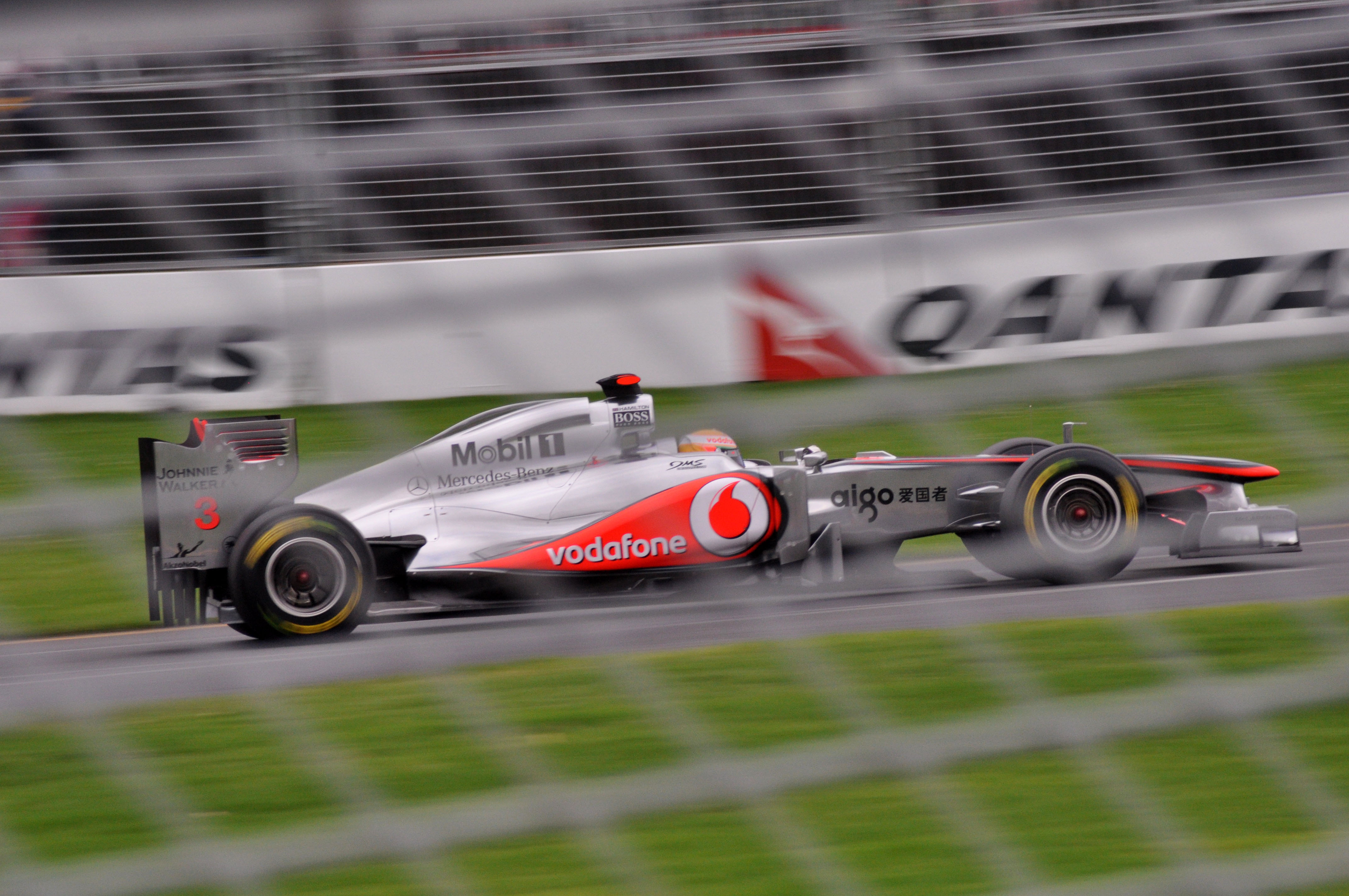
За рулём MP4-26 Хэмилтон стал вторым в Мельбурне.

К первому этапу сезона, Гран-при Австралии, команда подготовила более традиционный вариант выхлопной системы, что позволило сразу вступить в борьбу в лидирующей группе: в квалификации гонщики McLaren заняли 2-е и 4-е места. В гонке Хэмилтон, несмотря на повреждение днища, финишировал вторым вслед за Феттелем, а Баттон — шестым, после штрафа за срезку поворота.
На второй этап в Малайзию команда привезла доработанные выхлопную систему и днище. Гонка принесла ещё один подиум — на этот раз Баттон, стартовавший четвёртым, закончил гонку на втором месте. Хэмилтон занял в квалификации второе место, уступив времени поула Себастьяна Феттеля лишь одну десятую секунды. На старте Льюис пропустил вперёд Ника Хайдфельда, а позже на его MP4-26 возникли проблемы с резиной и его догнал Фернандо Алонсо. При попытке обгона испанец задел передним антикрылом заднее колесо McLaren. Хэмилтон был вынужден поменять резину и финишировал седьмым, однако после гонки судьи оштрафовали его прибавкой 20 секунд к финишному результату — в итоге Льюис был классифицирован восьмым.
Третий этап 2011 года в Китае принёс McLaren первую победу в сезоне и 170-ю в истории команды: стартовав третьим, Хэмилтон выиграл, благодаря удачной тактике пит-стопов. Перед стартом гонки на его машине возникли механические проблемы, однако механики сумели устранить их в самый последний момент и Льюис смог опередить действующего чемпиона мира Себастьяна Феттеля из Red Bull. Баттон, занявший в квалификации вторую позицию, на старте опередил Феттеля, однако из-за ошибки на пит-стопе и сильного износа резины в конце гонки пропустил на подиум обоих гонщиков Red Bull и финишировал четвёртым.
К следующей гонке в Турции шасси не получило существенных обновлений. В квалификации Хэмилтон показал четвёртое время, Баттон — шестое. В гонке, несмотря на различие в стратегиях пит-стопов, оба финишировали на тех же позициях.
Перед гонкой в Барселоне главный инженер McLaren Тим Госс заявил, что команда подготовила более десяти обновлений для шасси к предстоящему Гран-при. Тем не менее в квалификации Хэмилтон, показавший третье время, уступил пилотам Red Bull почти секунду. Баттон стартовал только пятым. Несмотря на неудачный старт гонки (Хэмилтон закончил первый круг четвёртым, а Баттон и вовсе — десятым), оба смогли финишировать на подиуме, снова применив разные стратегии пит-стопов. Льюис в течение всей гонки боролся с RB7 лидера сезона Себастьяна Феттеля и уступил ему лишь 0,6 секунды.
Гран-при Монако принес команде ещё один подиум — Баттон финишировал третьим. Хэмилтон, стартовав девятым, смог пробиться на шестое место на финише.

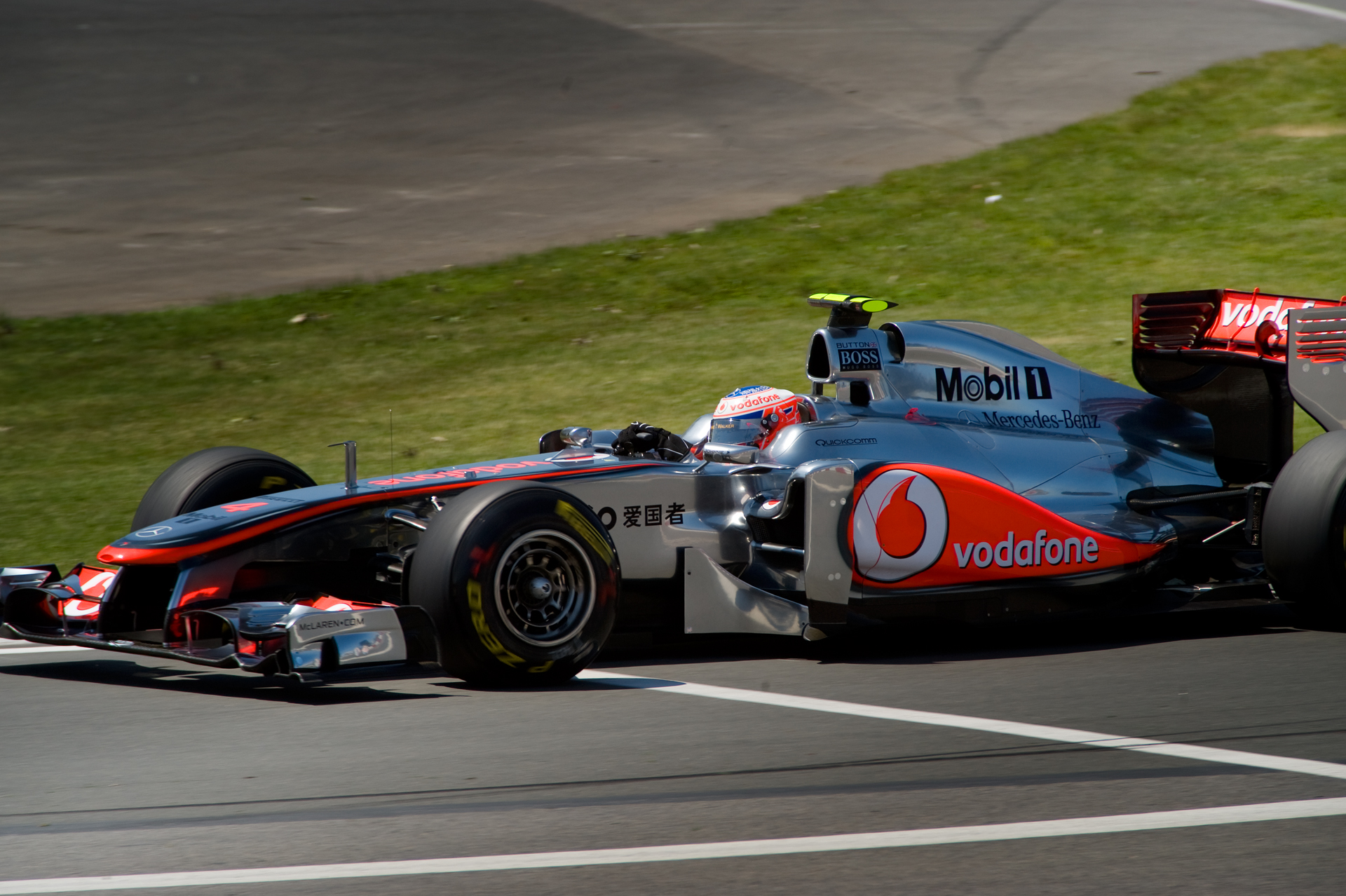
Дженсон Баттон выиграл невероятный Гран-при Канады 2011 года.

Седьмой этап Чемпионата мира, состоявшийся на автодроме имени Ж. Вильнёва в канадском Монреале, прошёл в сложных погодных условиях. Хэмилтон выбыл из борьбы на восьмом круге, после столкновения с напарником. Баттон, несмотря на два столкновения и штрафной проезд через пит-лейн, смог на последнем круге опередить лидировавшего всю дистанцию Феттеля и принести команде вторую победу в сезоне.
Во время Гран-при Европы оба пилота McLaren испытывали проблемы с шинами. В итоге команда довольствовалась 4-м и 6-м местами на финише гонки. На этом этапе на шасси MP4-26 появилось новое решение в конструкции крепления переднего антикрыла.
Перед Гран-при Великобритании ФИА ввела запрет на «выдувные» диффузоры., в связи с чем McLaren пришлось вносить изменения в конструкцию MP4-26. Эти изменения негативно повлияли на скорость болида. Квалификация оказалась самой неудачной для команды в сезоне: Баттон стартовал пятым, Хэмилтон только десятым. В гонке Льюис смог в упорной борьбе с Массой финишировать на четвёртом месте, а Баттон сошёл после ошибки механика на пит-стопе.
Отмена запрета «выдувных» диффузоров и некоторые обновления шасси к Гран-при Германии помогли Хэмилтону одержать вторую в сезоне победу. Баттон сошёл во второй гонке подряд из-за проблем в системе гидравлики.
Квалификация к Гран-при Венгрии стала лучшей для гонщиков McLaren по ходу сезона: Льюис стал вторым, Дженсон - третьим. Опередив на старте гонки Феттеля Хэмилтон лидировал большую часть дистанции, однако допустил разворот на влажной трассе, а позже был оштрафован и финишировал только четвёртым. Баттон же выиграл гонку, которая стала 200-й в его карьере.
После летнего перерыва команда приступила к работе над новым шасси к сезону 2012 года, одновременно производя обновления для MP4-26. В Бельгии Хэмилтон стартовал третьим, однако сошёл после столкновения с Камуи Кобаяси. Баттон же стартовал лишь тринадцатым после ошибки команды в квалификации, однако на финише гонки смог подняться на третье место.
Завоевав второе и третье место в квалификации к Гран-при Италии гонщики McLaren провалили старт гонки и потеряли время позади Михаэля Шумахера. Дженсон, которому удалось опередить немца после неудачи напарника финишировал вторым, Льюис же снова остался лишь четвёртым.
В Сингапуре Баттон опять стал вторым, а Хэмилтон опять получил штраф за столкновение с Массой, однако смог пробиться с девятнадцатого места на пятое.

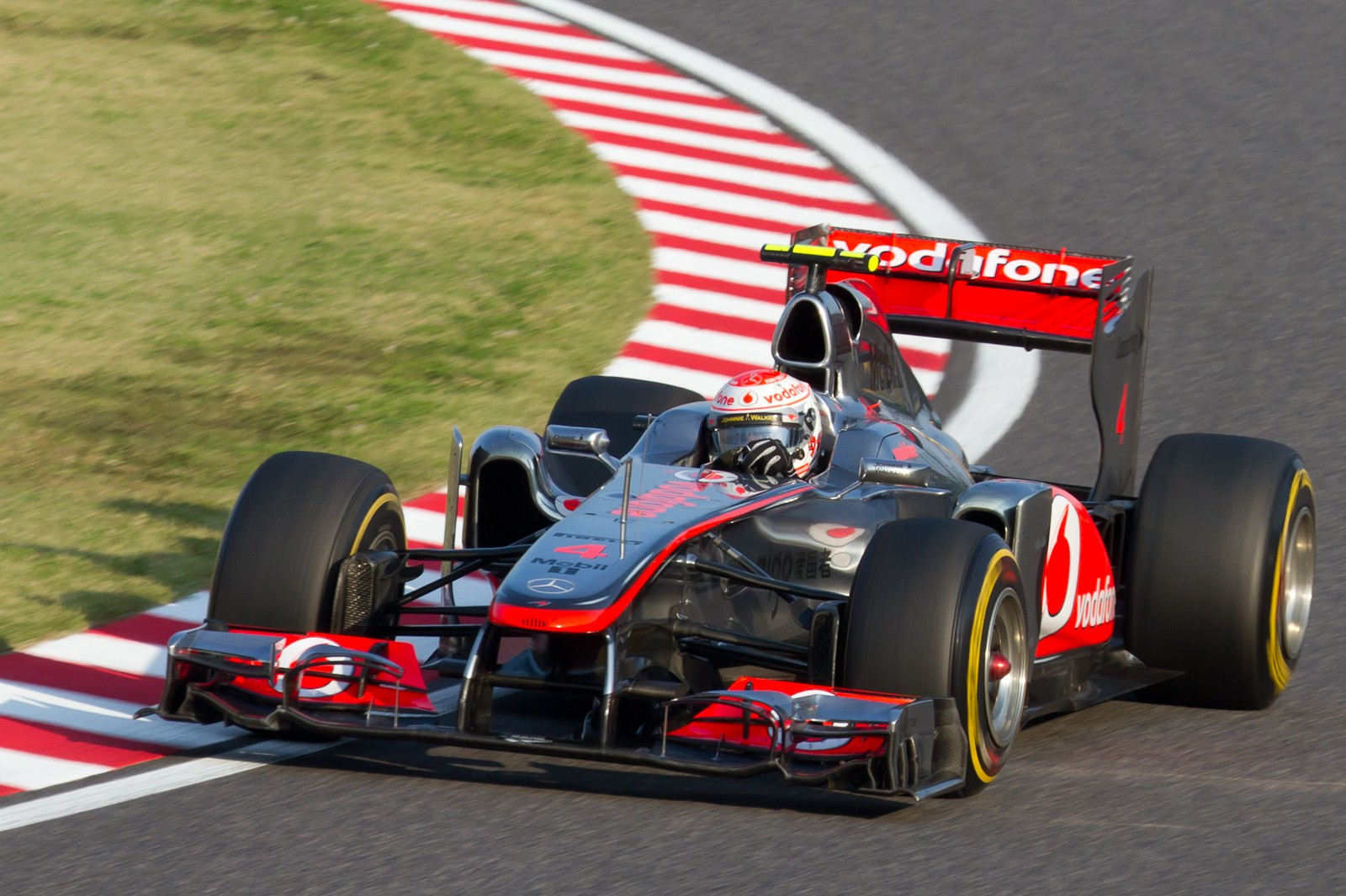
Дженсон Баттон победил на Гран-при Японии в 200-й гонке в карьере.

Показав лучшие круги во всех тренировках к Гран-при Японии, Баттон в квалификации лишь 0,009 секунды уступил времени поула Феттеля. Хэмилтон стартовал третьим. На старте гонки Льюис вышел вперёд, но снова финишировал лишь пятым. Дженсон же принёс команде пятую победу в сезоне.
В квалификации к Гран-при Кореи Хэмилтону впервые в сезоне удалось завоевать поул-позицию, прервав серию поулов гонщиков Red Bull. Однако финишировал он вторым, после Феттеля. Баттон закончил гонку четвёртым.
На Гран-при Индии уже Баттон смог завоевать второе место, а Льюис занял только седьмое место после столкновения (уже пятого в сезоне) с Массой.
На Гран-при Абу-Даби Хэмилтон принёс команде шестую победу в сезоне, а Баттон финишировал третьим.
В заключительной гонке сезона Баттон финишировал третьим и завоевал 2-е место в личном зачёте пилотов. Хэмилтон вынужден был сойти из-за проблем с коробкой передач.
Команда второй год подряд завоевала второе место в Кубке конструкторов.

## Результаты выступлений в гонках
| Легенда к таблице |                                                                    |
| --- | ------------------------------------------------------------------ |
| В таблице перечислены результаты всех Гран-при Формулы-1, в которых использовался автомобиль. Строками таблицы являются сезоны, столбцами — этапы чемпионата мира. В каждой клетке указаны сокращённое название этапа и результат, дополнительно обозначенный цветом. Расшифровка обозначений и цветов представлена в нижеследующей таблице. |                                                                    |
| \| Пример \| Описание \| \| ------------ \| ------------------------------------------------------------------ \| \| 1 \| Победитель \| \| 2 \| Второе место \| \| 3 \| Третье место \| \| 5 \| Финишировал, заработав очки \| \| Сход \| Не финишировал, но при этом заработал очки \| \| 12 \| Финишировал, не получив очков \| \| НКЛ \| Финишировал, но не попал в финальную классификацию \| \| 15 \| Участвовал вне зачёта, либо по отдельной классификации \| \| 18 \| Не финишировал, но попал в финальную классификацию \| \| Сход \| Не финишировал \| \| НКВ \| Не прошёл квалификацию \| \| НПКВ \| Не прошёл предквалификацию \| \| ДСК \| Дисквалифицирован \| \| ИСК \| Исключён из протокола соревнований \| \| ТТ \| Заявлен для участия только в тренировках \| \| НС \| Участвовал в квалификации, но не стартовал в гонке \| \| Т \| Травмирован или болен \| \| ОТК \| Отказ от участия \| \| НТР \| Прибыл на соревнования, но на трассу не выезжал \| \| НПР \| Был заявлен в числе участников, но не прибыл к началу соревнований \| \| О \| Соревнования отменены \| \| \| Не участвовал \| \| Поул-позиция \| \| \| Быстрый круг \| \| |                                                                    |
| Пример | Описание                                                           |
| 1 | Победитель                                                         |
| 2 | Второе место                                                       |
| 3 | Третье место                                                       |
| 5 | Финишировал, заработав очки                                        |
| Сход | Не финишировал, но при этом заработал очки                         |
| 12 | Финишировал, не получив очков                                      |
| НКЛ | Финишировал, но не попал в финальную классификацию                 |
| 15 | Участвовал вне зачёта, либо по отдельной классификации             |
| 18 | Не финишировал, но попал в финальную классификацию                 |
| Сход | Не финишировал                                                     |
| НКВ | Не прошёл квалификацию                                             |
| НПКВ | Не прошёл предквалификацию                                         |
| ДСК | Дисквалифицирован                                                  |
| ИСК | Исключён из протокола соревнований                                 |
| ТТ | Заявлен для участия только в тренировках                           |
| НС | Участвовал в квалификации, но не стартовал в гонке                 |
| Т | Травмирован или болен                                              |
| ОТК | Отказ от участия                                                   |
| НТР | Прибыл на соревнования, но на трассу не выезжал                    |
| НПР | Был заявлен в числе участников, но не прибыл к началу соревнований |
| О | Соревнования отменены                                              |
| | Не участвовал                                                      |
| Поул-позиция |                                                                    |
| Быстрый круг |                                                                    |

| Год  | Команда                   | Двигатель                    | Ш | Пилоты   | 1   | 2   | 3   | 4   | 5   | 6   | 7    | 8   | 9    | 10   | 11  | 12   | 13  | 14  | 15  | 16  | 17  | 18  | 19 Место | Очки |     |
| ---- | ------------------------- | ---------------------------- | - | -------- | --- | --- | --- | --- | --- | --- | ---- | --- | ---- | ---- | --- | ---- | --- | --- | --- | --- | --- | --- | -------- | ---- | --- |
| 2011 | Vodafone McLaren Mercedes | Mercedes FO 108Y 2,4 V8 KERS | P |          | АВС | МАЛ | КИТ | ТУР | ИСП | МОН | КАН  | ЕВР | ВЕЛ  | ГЕР  | ВЕН | БЕЛ  | ИТА | СИН | ЯПО | КОР | ИНД | АБУ | БРА      | 2    | 497 |
| 2011 | Vodafone McLaren Mercedes | Mercedes FO 108Y 2,4 V8 KERS | P | Хэмилтон | 2   | 8†  | 1   | 4   | 2   | 6   | Сход | 4   | 4    | 1    | 4   | Сход | 4   | 5   | 5   | 2   | 7   | 1   | Сход     | 2    | 497 |
| 2011 | Vodafone McLaren Mercedes | Mercedes FO 108Y 2,4 V8 KERS | P | Баттон   | 6   | 2   | 4   | 6   | 3   | 3   | 1    | 6   | Сход | Сход | 1   | 3    | 2   | 2   | 1   | 4   | 2   | 3   | 3        | 2    | 497 |

† Финишировал седьмым, но был оштрафован прибавкой 20 секунд.